# Piero Focaccia
Piero Focaccia (Cervia, 5 febbraio 1944) è un cantante italiano, famoso soprattutto negli anni sessanta.

## Biografia
Inizia ad esibirsi in festival e manifestazioni di piazza nella riviera romagnola; dopo aver ottenuto un contratto discografico con la CGD, debutta nel 1962.
Nel 1963 lancia quello che rimane il suo più grande successo, Stessa spiaggia, stesso mare. La canzone scritta da Mogol e Piero Soffici era stata dapprima pensata per Edoardo Vianello il quale aveva da poco iniziato la sua collaborazione con Mogol, ma il cantautore romano non volle inciderla all'inizio in quanto nello stesso anno aveva ottenuto grande successo con due tra le sue più note canzoni, I Watussi e Abbronzatissima interamente di sua composizione. Fu data a Focaccia anche per il fatto che nello stesso anno egli si era ritirato dal mestiere di bagnino. Ma soprattutto fu l'incisione da parte di   Mina nello stesso anno, che ne fece il successo dell'estate.
Nel 1964 partecipa al Festival di Sanremo con L'inverno cosa fai?, non arrivando in finale; nello stesso anno partecipa anche al Cantagiro con Mia sorella.
Dopo altri dischi con vendite ridotte passa alla Rare e nel 1970 ha un nuovo grande successo estivo, Permette signora, che partecipa a Un disco per l'estate 1970, arrivando fino alla serata finale.
Torna al Festival di Sanremo nel 1971 con Santo Antonio, Santo Francisco (scritta da Paolo Conte) e nel 1974 con Valentintango, venendo sempre eliminato dalla finale.
Torna altre tre volte a Un disco per l'estate: nel 1971 con Zacchete, l'anno successivo con Il sabato a ballare e nel 1973 con Girotondo.
Nella sua vita è incorso in tre incidenti automobilistici. Il primo nel 1965 quando, in licenza dal servizio militare, finì una notte con l’automobile nel porto canale a Cesenatico. Il secondo nel 1967 quando rimase in coma per nove giorni e si ruppe un femore. Il più grave nel 1976 mentre tornava da una serata. L’auto uscì di strada. Si fratturò un ginocchio ma i suoi amici musicisti perirono. Dopo quell’incidente Focaccia volle rimanere lontano dal mondo dello spettacolo per dieci anni.
Ha anche partecipato come attore ad alcune pellicole: in una di queste del 1972, La bella Antonia, prima monica e poi dimonia di Mariano Laurenti, dove interpreta anche la canzone La mutanda-nda.

## Discografia parziale

### Album
- 1990: Scusate il mio fascino (103 Centotre, MFLP 08)
- 1991: Il meglio di Piero Focaccia (Airplane, APCD 2006)
- 1997: Permette signora (Duck Record, MOCD 6083; reincisioni di vecchi successi)
- 1997: Piero Focaccia (D.V. More Record, CDDV 616767)

### Singoli
- 1962: Quel pappagallo/Sai (CGD, N 9411)
- 1963: Un cappotto rivoltato/Portala in cantina (CGD, N 9429)
- 1963: Stessa spiaggia, stesso mare/Portala in cantina (CGD, N 9460)
- 1963: Appuntamento sulla neve (alla fine dell'estate)/Chi t'ha detto che piangevo (CGD, N 9473)
- 1964: L'inverno cosa fai?/Piangere non si può (CGD, N 9487)
- 1964: Noi della greffa/Papà non fare un dramma (CGD, N 9490; con Franca Alinti)
- 1964: Mia Sorella/Nel tuo cortile (CGD, N 9500)
- 1965: Scarpe grosse e cervello fino/Questione di mentalità (CGD, N 9543)
- 1967: Non ho più paura dell'ombra/Annalisa (CGD, N 9643)
- 1970: Permette signora/Suono la fisarmonica (Rare, RAR NP 77531)
- 1971: Porfirio Villarosa/Teresa non sparare (Rare, RAR NP 77547)
- 1971: S. Antonio, S. Francisco/Eva Eva Eva (Rare, RAR NP 77551)
- 1971: Gangster's party/Suono la fisarmonica (Rare, RAR NP 77552)
- 1971: Zacchete/Succede (Rare, RAR NP 77555)
- 1972: Non troppo in fretta la sera, dolcemente il mattino/La guerra dei galli (Rare, RAR NP 77570)
- 1972: Il sabato a ballare/La spia (Rare, RAR NP 77573)
- 1973: Girotondo/La guerra dei galli (Rare, RAR NP 77588)
- 1974: Valentintango/Farei anche il meccanico (Ariston Records, AR/0625)
- 1974: Buonasera signorina/Amico whisky (Ariston Records, AR/0652)
- 1978: Amore un corno/L'orchestra suona (Real Music, RM 18002)

## Filmografia parziale
- Il trattamento di eugenetica, episodio di Le bambole, regia di Luigi Comencini (1965)
- La bella Antonia, prima monica e poi dimonia, regia di Mariano Laurenti (1972)
- Quando ancora non c'erano i Beatles, regia di Marcello Aliprandi – miniserie TV (1988)